# Луна 1969Б
Луна 1969Б (също Луна Е-8-5 № 402) е първият съветски опит за изстрелване на сонда към Луната, която да се превърне в първия апарат кацнал меко на Луната, събрал и върнал на Земята проби от лунната почва и скални образци. Поради проблем с ракетата-носител сондата не излиза в орбита.

## Полет
Стартът е даден на 14 юни 1969 г. от космодрума Байконур в Казахска ССР с ракета-носител „Протон“. Работата и отделянето на първите две степени минават нормално, но двигателят на третата изобщо не стартира. Това не позволява на ракетата да се издигне на достатъчна височина и да излезе в орбита. Малко по-късно ракетата заедно с апарата се разбива на Земята.